# Chlosyne rosita mazarum
Chlosyne rosita subsp. mazarum es una mariposa endémica de México, de la Sierra Mazateca, pertenece a la familia Nymphalidae, que fue descrita originalmente bajo el nombre científico de Chlosyne mazarum por L. Miller & Rotger en 1979.

## Descripción
Esta subespecie por algunos autores ha sido incluida como una forma de Chlosyne rosita riobalsensis. La siguiente descripción es la siguiente: alas anteriores en su vista dorsal son de color negro con dos puntos blancos en la celda discal, una serie de puntos blancos en la región postdiscal y otra serie del mismo color en la región postdiscal externo. Margen con pelos blancos y negros. Alas posteriores de color negro en su vista dorsal  y mancha amarilla que cubre dos terceras partes de la celda discal y dos celdas a cada lado de la celda discal, y un punto negro en el centro de esta mancha amarilla. Margen externo con grupo de pelos blancos y grupo de pelos negros. Antenas, cabeza, tórax y abdomen son de color negro en su vista dorsal. Las alas anteriores en su vista anterior son de color negro con mismo patrón de manchas blancas que en su vista dorsal. Aproximadamente un tercio de la celda costal, es de color amarillo con pocas escamas anaranjadas. Las alas posteriores en su vista ventral son de color negro y casi la mitad del ala es de color amarillo con una franjas negras cerca de la celda costal, y celda discal. Las patas son de color anaranjado negros con pelos blancos, tórax presenta pelos blancos y abdomen es de color negro, con pelos amarillos entre segmentos.

## Distribución
Se distribuye en la Sierra Mazateca, Oaxaca, y Tehuacán, Puebla.

## Hábitat
Habita en áreas abiertas donde existen remanentes de bosque mesófilo de montaña, selva alta perennifolia,  selva baja perennifolia y selva baja caducifolia. Las localidades donde se le ha registrado es en Rancho Viejo, Morelos; Dominguillo, La Cañada, Oaxaca; El Vado-San Sebastián; Tonaltepec, y carretera Tehuacán-Oaxaca.

## Estado de conservación
Se conoce pocos registros en unos pocos estados de la república mexicana, solo Oaxaca y Puebla. es una subespecie endémica de México. Este taxón requiere revisión de su estatus taxonómico, ya que se considera  una sinonimia de C. rosita riobalsensis, y si esto es cierto puede aumentar su distribución. No se encuentra en listada en la NOM-059.